# Hiroyuki Sakaki
Hiroyuki Sakaki, född 1944 i Nagoya, Japan, är en japansk forskare. Han är professor emeritus på Tokyos universitet och VD och professor på Toyotas tekniska institution.
Sakaki är en världskänd nanoforskare.

## Biografi
Sakaki studerade elektroteknik på Tokyos Universitet och tog examen 1970. Han har sedan dess jobbat från och till på universitetet och blev år 1987 professor där. Mellan år 1976 och 1977 arbetade han som gästforskade i Leo Esakis grupp på IBM T. J. Watson Research Center, USA.
År 2010 blev han VD och professor på Toyotas tekniska institution.

## Utmärkelser och pågående forskning
Sakaki har fått många priser och utmärkelser, bland andra:
- 1989 IBM Science Award som ett erkännande av forskare i Japan som ännu inte fyllt 45 år.[4]
- 2001 Japanska hedersmedaljen, delas ut av den japanska regeringen till personer som bidragit till akademisk utveckling, förbättring och fullbordan[5]
- 2005 Japanska akademins pris för "studier av elektroners kvantmekaniska beteende med hjälp av halvledare i nanostorlek och ferromagneter. " [6] Priset delas ut till personer för erkännande av akademiska prestationer.
- 2005 Sven Berggrenpriset, delas ut av Kungliga Fysiografiska Sällskapet i Lund till "någon framstående person som verkat i samhället eller vetenskapen för ändamål som ligger i Sällskapets intresse"[7].

Sakaki är som ovan nämnt forskare inom nanotekniken, med inriktning mot kvanteffekter i halvledare i fast tillstånd.

## Fotnoter
1. ↑  Mottagare av Sällskapets medaljer och priser, Kungliga Fysiografiska Sällskapet i Lund, läs online.[källa från Wikidata]
2. 1 2  Profile of Group A Recipient of 2010 C&C Prize Dr. Hiroyuki Sakaki
3. 1 2  Special lecture on Integrated Fields" and "A Super Leader Tutorial -- Talk with the Top" for the Tailor Made Baton Zone educational program Toyohashi University of Technology
4. ↑   http://en.wikipedia.org/wiki/IBM_Research_%E2%80%93_Tokyo#Other_activities_of_TRL
5. ↑  http://en.wikipedia.org/wiki/Medals_of_Honor_%28Japan%29#Purple_ribbon
6. ↑  http://en.wikipedia.org/wiki/Japan_Academy_Prize_%28academics%29
7. ↑  Medaljer & Priser Arkiverad 20 februari 2012 hämtat från the Wayback Machine. Kungliga Fysiografiska Sällskapet